# Edward W. Carmack

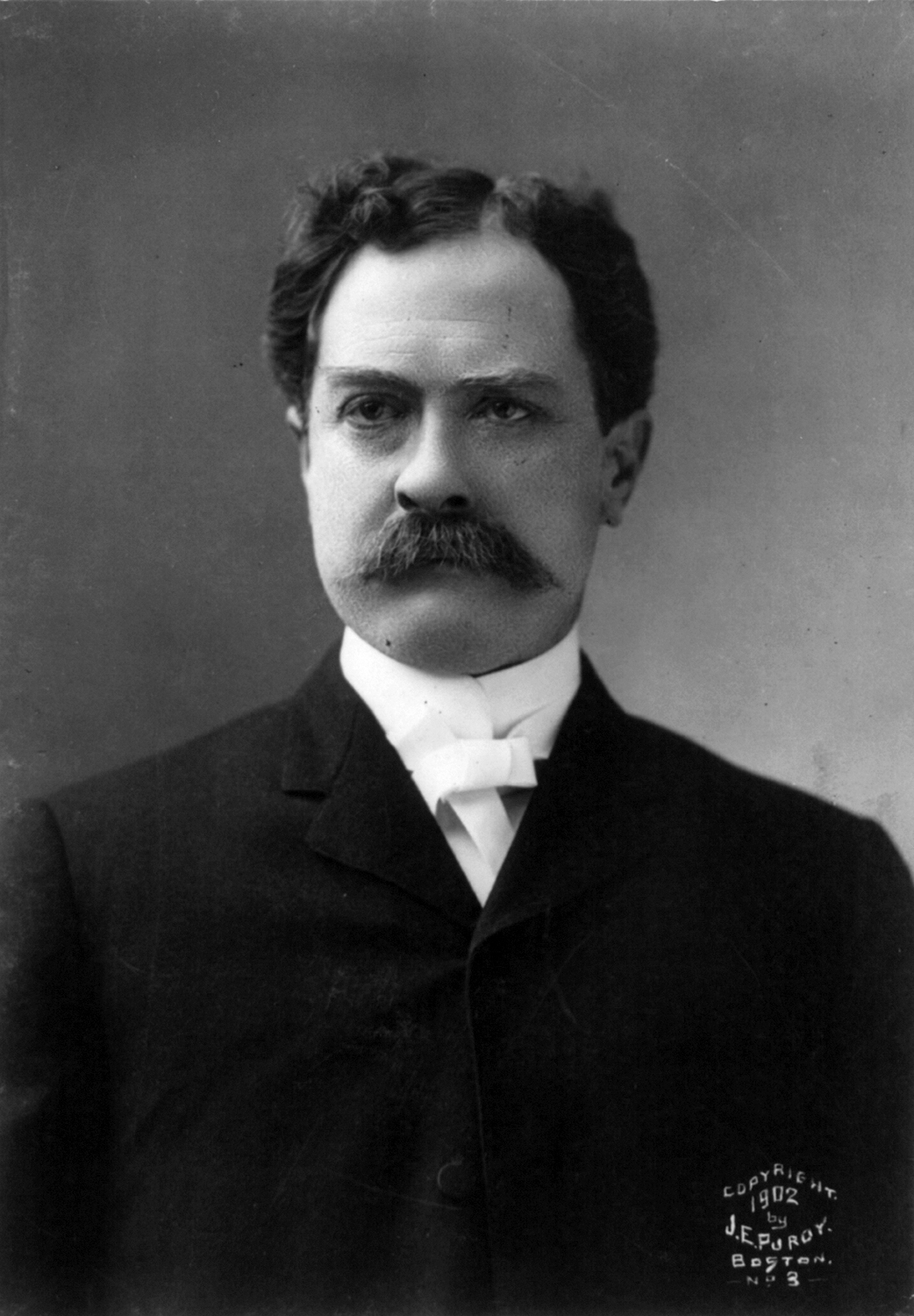
Edward W. Carmack

Edward Ward Carmack (* 5. November 1858 im Sumner County, Tennessee; † 8. November 1908 in Nashville, Tennessee) war ein US-amerikanischer Politiker (Demokratische Partei), der den Bundesstaat Tennessee in beiden Kammern des US-Kongresses vertrat.

## Leben
Nach dem Schulbesuch studierte Carmack Jura und wurde 1878 in die Anwaltskammer aufgenommen. Er arbeitete als Jurist in Columbia, wo er 1881 zum Staatsanwalt der Stadt berufen wurde. Politisch war er erstmals 1884 als Abgeordneter des Repräsentantenhauses von Tennessee aktiv.
Ab 1889 betätigte er sich journalistisch. Er trat der Redaktion des Nashville Democrat bei; später wurde er Chefredakteur des Nashville American, nachdem beide Zeitungen zusammengelegt worden waren. Ab 1892 arbeitete er als Redakteur beim Memphis Commercial, dem heutigen Commercial Appeal, der auflagenstärksten Zeitung von Memphis.

## Politik
1896 nahm Carmack seine politische Karriere wieder auf, als er ins US-Repräsentantenhaus gewählt wurde, dem er zwei Wahlperioden lang bis zum 3. März 1901 angehörte. Unmittelbar darauf wechselte er in den Senat. Während seiner sechsjährigen Amtszeit war er Mitglied des Lodge Committee, das Kriegsverbrechen im Philippinisch-Amerikanischen Krieg untersuchte.
1907 unterlag er beim Versuch der Wiederwahl und kehrte in seine Anwaltspraxis zurück. Im Jahr 1908 folgte eine ebenfalls erfolglose Kandidatur als Gouverneur von Tennessee, woraufhin er wieder als Redakteur beim Nashville American arbeitete.

## Ermordung
Am 8. November 1908 begegnete Edward Carmack auf der Straße in Nashville Duncan Cooper, ein über Jahre einflussreiches Mitglied der Demokraten in Tennessee. Cooper war in Begleitung seines Sohnes Robin Duncan. Er war mit Carmack bis zu dessen Kandidatur als Gouverneur befreundet gewesen. Dass Cooper im Wahlkampf seinen Konkurrenten, den später siegreichen Amtsinhaber Malcolm R. Patterson, unterstützte, führte zu einer erbitterten Feindschaft zwischen den beiden Männern; Carmack verfasste für seine Zeitung in der Folge diffamierende Beiträge über Cooper. Als Carmack die beiden Männer erblickte, zog er eine Pistole; daraufhin schoss Robin Cooper ihn nieder. Carmack erlag seinen Verletzungen. Duncan Cooper und sein Sohn wurden wegen Mordes angeklagt und verurteilt. Sie legten Revision ein, woraufhin der Oberste Gerichtshof von Tennessee das Urteil gegen den Schützen aufhob, jenes gegen den Vater jedoch aufrechterhielt. Gouverneur Patterson jedoch begnadigte seinen alten Freund, was zu erbitterten Protesten von Carmacks Anhängern führte und Patterson letztlich das Gouverneursamt kostete.
Edward Carmacks Leichnam wurde nach Columbia überführt und dort beigesetzt. Wohl nicht zuletzt wegen seines spektakulären Todes wurde zum Gedenken eine große Bronzestatue von Carmack auf dem Gelände des Tennessee State Capitol in Nashville errichtet.